# Krisztián Lisztes (futbolista nacido en 2005)
Krisztián Lisztes (Budapest, 6 de mayo de 2005) es un futbolista húngaro. Juega de delantero y su equipo actual es el Ferencváros Torna Club de la Nemzeti Bajnokság I, máxima categoría del fútbol húngaro, cedido desde Eintracht Fráncfort.

## Trayectoria
En 2011 Krisztián comenzó a jugar al fútbol en Újpesti Haladás, posteriormente pasó por Dalnoki Akadémia, Mészöly Focisuli y MTK Budapest. En 2017 fue fichado por Soroksár SC, filial del Ferencváros Torna Club, ese mismo año pasó a las juveniles del club principal.
Durante la temporada 2020-21 jugó en la sub-16, sub-17 y sub-19 en 34 oportunidades y marcó 17 goles, esto le valió firmar su primer contrato profesional con Ferencváros el 22 de julio de 2021.
Debutó como profesional el 14 de mayo de 2022, el entrenador Stanislav Cherchésov lo mandó a cancha al minuto 74 y vencieron 1-2 al Gyirmót SE en la última fecha del Nemzeti Bajnokság I. Fue el único partido que disputó en la temporada con el primer equipo de Ferencváros y ganaron el campeonato nacional.
Para la temporada 2022-23 tuvo más rodaje, comenzó en la filial Soroksár SC con minutos en segunda división, en sus primeros 3 encuentros convirtió un gol y brindó 3 asistencias. En paralelo fue convocado con Ferencváros a diferentes partidos y debutó a nivel internacional el 25 de agosto de 2022, jugó los 12 minutos finales contra Shamrock Rovers en la vuelta de la cuarta ronda de clasificación de Europa League, perdieron 1-0 pero por un global de 1-4 a favor, lograron entrar a la fase de grupos. Desde noviembre hasta marzo solo estuvo convocado para jugar en el Nemzeti Bajnokság II, totalizó 17 partidos jugados, 3 goles y 3 asistencias.
El 16 de marzo de 2023 regresó a jugar con Ferencváros, fue el partido de vuelta de octavos de final de Europa League frente a Bayer Leverkusen, ingresó ya en tiempo cumplido, perdieron 0-2 en el Puskás Aréna ante más de 50000 espectadores y quedaron eliminados por un global adverso 0-4.
En el campeonato de primera división tuvo un gran regreso, ya que jugó 9 partidos, convirtió 5 goles, dio una asistencia y volvieron a ser campeones.
Eintracht Fráncfort hizo oficial su fichaje el 5 de septiembre de 2023, acordaron que se sume al club alemán desde la temporada 2024-25. Fue destacado por la UEFA como uno de los futbolistas con más potencial del fútbol europeo en 2024. Debido a una lesión no tuvo minutos con el primer equipo alemán.
Durante la temporada 2025-26 fue cedido a su antiguo club, Ferencváros, para tener rodaje.

## Selección nacional
Ha sido internacional con la selección de fútbol de Hungría en las categorías juveniles sub-17, sub-19 y sub-21.

## Estadísticas
Actualizado al último partido citado el 26 de octubre de 2024.
| Club                                 | Div.          | Temporada     | Liga  | Liga  | Liga   | Copas nacionales | Copas nacionales | Copas nacionales | Copas internacionales | Copas internacionales | Copas internacionales | Total | Total | Total  |
| Club                                 | Div.          | Temporada     | Part. | Goles | Asist. | Part.            | Goles            | Asist.           | Part.                 | Goles                 | Asist.                | Part. | Goles | Asist. |
| ------------------------------------ | ------------- | ------------- | ----- | ----- | ------ | ---------------- | ---------------- | ---------------- | --------------------- | --------------------- | --------------------- | ----- | ----- | ------ |
| Ferencváros T. C. · Hungría          | 1.ª           | 2021-22       | 1     | 0     | 0      | -                | -                | -                | -                     | -                     | -                     | 1     | 0     | 0      |
| Ferencváros T. C. · Hungría          | 1.ª           | 2022-23       | 9     | 5     | 1      | 0                | 0                | 0                | 2                     | 0                     | 0                     | 11    | 5     | 1      |
| Ferencváros T. C. · Hungría          | 1.ª           | 2023-24       | 20    | 8     | 2      | 3                | 2                | 2                | 11                    | 0                     | 2                     | 34    | 10    | 6      |
| Ferencváros T. C. · Hungría          | Subtotal club | Subtotal club | 30    | 13    | 3      | 3                | 2                | 2                | 13                    | 0                     | 2                     | 46    | 15    | 7      |
| Soroksár S. C. · Hungría             | 2.ª           | 2021-22       | 1     | 0     | 0      | -                | -                | -                | —                     | —                     | —                     | 1     | 0     | 0      |
| Soroksár S. C. · Hungría             | 2.ª           | 2022-23       | 17    | 3     | 3      | -                | -                | -                | —                     | —                     | —                     | 17    | 3     | 3      |
| Soroksár S. C. · Hungría             | Total club    | Total club    | 18    | 3     | 3      | 0                | 0                | 0                | 0                     | 0                     | 0                     | 18    | 3     | 3      |
| Eintracht Frankfurt e. V. · Alemania | 1.ª           | 2024-25       | 0     | 0     | 0      | -                | -                | -                | -                     | -                     | -                     | 0     | 0     | 0      |
| Eintracht Frankfurt e. V. · Alemania | Total club    | Total club    | 0     | 0     | 0      | 0                | 0                | 0                | 0                     | 0                     | 0                     | 0     | 0     | 0      |
| Ferencváros T. C. · Hungría          | 1.ª           | 2025-26       | 0     | 0     | 0      | -                | -                | -                | -                     | -                     | -                     | 0     | 0     | 0      |
| Ferencváros T. C. · Hungría          | Total club    | Total club    | 30    | 13    | 3      | 3                | 2                | 2                | 13                    | 0                     | 2                     | 46    | 15    | 7      |
| Total carrera                        | Total carrera | Total carrera | 48    | 16    | 6      | 3                | 2                | 2                | 13                    | 0                     | 2                     | 64    | 18    | 10     |
| 1. 2.                                |               |               |       |       |        |                  |                  |                  |                       |                       |                       |       |       |        |

### Selección
Actualizado al último partido citado el 10 de septiembre de 2024.
| Selección         | Temporada         | Continental | Continental | Continental | Mundial | Mundial | Mundial | Amistosos | Amistosos | Amistosos | Total | Total | Total  |
| Selección         | Temporada         | Part.       | Goles       | Asist.      | Part.   | Goles   | Asist.  | Part.     | Goles     | Asist.    | Part. | Goles | Asist. |
| ----------------- | ----------------- | ----------- | ----------- | ----------- | ------- | ------- | ------- | --------- | --------- | --------- | ----- | ----- | ------ |
| Sub-17 · Hungría  | 2021-22           | 6           | 2           | 1           | —       | —       | —       | 6         | 2         | 0         | 12    | 4     | 1      |
| Sub-17 · Hungría  | Total sel.        | 6           | 2           | 1           | 0       | 0       | 0       | 6         | 2         | 0         | 12    | 4     | 1      |
| Sub-19 · Hungría  | 2022-23           | 2           | 0           | 0           | —       | —       | —       | 2         | 0         | 0         | 4     | 0     | 0      |
| Sub-19 · Hungría  | Total sel.        | 2           | 0           | 0           | 0       | 0       | 0       | 2         | 0         | 0         | 4     | 0     | 0      |
| Sub-21 · Hungría  | 2022-23           | -           | -           | -           | —       | —       | —       | 2         | 1         | 0         | 2     | 1     | 0      |
| Sub-21 · Hungría  | 2023-24           | 6           | 0           | 1           | —       | —       | —       | -         | -         | -         | 6     | 0     | 1      |
| Sub-21 · Hungría  | 2024-25           | 1           | 0           | 0           | —       | —       | —       | 1         | 0         | 0         | 2     | 0     | 0      |
| Sub-21 · Hungría  | Total sel.        | 7           | 0           | 1           | 0       | 0       | 0       | 3         | 1         | 0         | 10    | 1     | 1      |
| Total selecciones | Total selecciones | 15          | 2           | 2           | 0       | 0       | 0       | 11        | 3         | 0         | 26    | 5     | 2      |
| 1.                |                   |             |             |             |         |         |         |           |           |           |       |       |        |

## Palmarés

### Títulos nacionales
| Título              | Club              | País    | Año  |
| ------------------- | ----------------- | ------- | ---- |
| Nemzeti Bajnokság I | Ferencváros T. C. | Hungría | 2022 |
| Nemzeti Bajnokság I | Ferencváros T. C. | Hungría | 2023 |
| Nemzeti Bajnokság I | Ferencváros T. C. | Hungría | 2024 |